# Fais que ton rêve soit plus long que la nuit
Fais Que Ton Rêve Soit Plus Long Que la Nuit is een obscuur studioalbum uit 1972 van Vangelis, toen verschenen onder de naam Vangelis Papathanassiou. De titel verwijst naar de Studentenrellen in Parijs in 1968, toen studenten demonstreerden voor meer rechten onder het bewind van Charles de Gaulle. De Gaulle won door te dreigen met hard ingrijpen, maar moest even later toch het veld ruimen; het luidde een nieuwe periode van meer vrijheid in. Het album kan tevens gezien worden als een lang protestlied (zonder tekst) van Vangelis tegen de dictatuur in Griekenland destijds, het zogenaamde Kolonelsregime.
Vangelis omschreef Fais Que Ton Rêve Soit Plus Long Que la Nuit als een symfonisch gedicht in de traditie van Franz Liszt en Antonín Dvořák. Het werk begint echter met een citaat uit eigen werk, maar dan van de muziekgroep Aphrodite's Child, Rain and Tears. Vervolgens ontspint zich een symfonisch gedicht van in totaal ruim een half uur, waarbij de orkestrale elektronische muziek van Vangelis, waar hij later zo bekend mee zou worden, al te horen is. Dit wordt afgewisseld door geluidsfragmenten uit de demonstraties uit 1968. Later zou Melina Merkouri het begin- en eindkoor van deel 1 heropnemen voor haar album Si Melina M'Était Contée uit 1974, een protestalbum zonder protestlied. Geluidscollages als gebruikt op het album Fais Que Ton Rêve Soit Plus Long Que la Nuit zou Vangelis later nog maar spaars gebruiken.
De opnamen vonden plaats in Europa Sonor, een geluidsstudio in Parijs, waarin ook 666 van Aphrodite's Child is opgenomen.  De langspeelplaat uitgebracht door Reprise Records, een grote speler in de Verenigde Staten, is nog niet op dat label op compact disc verschenen. Het album is echter wel verkrijgbaar op compact disc op een obscure geluidsdrager die tevens de filmmuziek van Sex Power bevat. Een cd uit 2008 onder de titel Paris May 1968 bevat ook de muziek van dit album.
"Fais que ton rêve soit plus long que la nuit" is te vertalen als "zorg dat je droom langer duurt dan de nacht".

## Musici
- Vangelis – alle instrumenten

## Tracklist
| Nr. | Titel | Duur  |
| --- | --- | ----- |
| 1.  | Fais Que Ton Rêve Soit Plus Long Que la Nuit (deel 1: "C'est Une Nuit Verte" – "Celle des Barricades" – "Nuit Verte ou Rougeou Bleue ou Noire" – "Qu'Importe Mon Ami" – "Cela Importe Mon Ami" – "L'Espoir de la Victoire") | 15:32 |

| Nr. | Titel | Duur  |
| --- | --- | ----- |
| 2.  | Fais Que Ton Rêve Soit Plus Long Que la Nuit (deel 2: "Le Rêve Est Réalité" – "Jouissez Sans Entraves" – "Vivez Sans Temps Morts" – "Baissez Sans Carottes") | 15:25 |